# Alice Lee
Alice Lee (ur. 13 października 2009 w Minnesocie) – amerykańska szachistka, mistrzyni FIDE od 2023 roku.

## Kariera szachowa
Zaczęła grać w szachy, mając 6 lat, w szkolnym klubie szachowym.
W wieku 8 lat zdobyła tytuł eksperta Stanów Zjednoczonych, a w wieku 10 lat została mistrzem kraju w szachach. W wieku 9 lat wygrała sekcję do lat 18 w krajowych mistrzostwach dziewcząt w 2019 roku. W wieku 12 lat zadebiutowała na mistrzostwach Stanów Zjednoczonych kobiet w 2022 roku, gdzie zajęła 6. miejsce. Zdobyła trzykrotnie złoty medal mistrzostw świata juniorów (do lat 10 w 2019 roku, do lat 12 w 2020 roku i do lat 12 w 2021 roku). Była także zwyciężczynią internetowego młodzieżowego Pucharu Świata FIDE w szachach szybkich (do lat 12 w 2021 roku).
Najwyższy ranking w dotychczasowej karierze osiągnęła 1 lipca 2023 roku, z wynikiem 2393 punktów.